# Martin Borovička
Martin Borovička (26. listopadu 1950) byl český a československý politik, po sametové revoluci poslanec Sněmovny lidu Federálního shromáždění za Občanskou demokratickou stranu.

## Biografie
Ve volbách roku 1992 byl za ODS, respektive za koalici ODS-KDS, zvolen do Sněmovny lidu (volební obvod Středočeský kraj). Ve Federálním shromáždění setrval do zániku Československa v prosinci 1992.